# Bután en los Juegos Olímpicos de Seúl 1988
Bután estuvo representado en los Juegos Olímpicos de Seúl 1988 por un total de 3 deportistas masculinos que compitieron en tiro con arco.
El portador de la bandera en la ceremonia de apertura fue el tirador con arco Pema Tshering. El equipo olímpico butanés no obtuvo ninguna medalla en estos Juegos.